# Menú (informàtica)

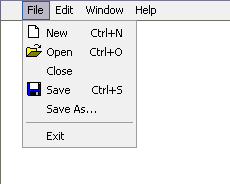
Un menú genèric d'aplicació.

En la informàtica i telecomunicacions, un menú és una llista d'ordres presentades a un operador per un ordinador o sistema de comunicacions. Un menú s'utilitza en contrast amb una interfície de línia d'ordres, on les instruccions a l'ordinador es donen en forma d'ordres (o verbs).
Opcions donades des d'un menú poden ser seleccionades per l'operador per una sèrie de mètodes (anomenades interfícies):
- prement una o més tecles al teclat o ratolí;
- posicionant el cursor o la barra de vídeo invers utilitzant un teclat, ratolí, o comandament a distància D-pad;
- utilitzant un indicador electromecànic, com un llapis òptic;
- tocant la pantalla d'exhibició amb un dit;
- parlant a un sistema d'identificació de veu.

## Tipus de menús

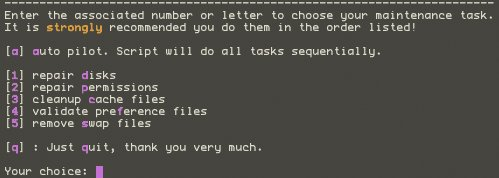
Menú basat en text a un programa d'aplicació.

Un ordinador amb una interfície gràfica d'usuari presenta una combinació de text i símbols per representar les opcions als menús. Fent clic a un dels símbols, l'operador està seleccionant la instrucció que el símbol representa. Un menú de context és un menú en el qual les opcions presentades a l'operador es modifiquen automàticament segons el context actual en el qual l'operador està treballant.
Un ús comú de menús és proporcionar accés convenient a diverses operacions, com desar o obrir un arxiu, sortir d'un programa, o la manipulació de dades. La majoria dels jocs d'eines de dispositius proporcionen alguna forma de menú desplegable o menú emergent. Els menús desplegables són el tipus més comúns en les barres de menús (normalment a prop de la part superior d'una finestra o pantalla), que són els més utilitzats per a dur a terme accions, mentre que és més probable que els menús emergents (o «menús volants») s'utilitzin per establir un valor, i podrien aparèixer en qualsevol lloc en una finestra.
Segons directrius d'interfície humanes tradicionals, els noms de menú sempre se suposaven que eren verbs, com «desar», «editar», etc. Això ha estat en gran part ignorat en subsegüents desenvolupaments d'interfície d'usuari. Un verb de paraula única tanmateix és a vegades confús, i per permetre noms de menú amb múltiples paraules, la idea d'un menú vertical es va inventar, com vist en NeXTSTEP.
Els menús també es veuen ara en l'electrònica de consum, començant amb televisors que tenien els llavors nous menús de visualització en pantalla (OSD) a principis dels anys 1990, i estenent-se als monitors d'ordinador, reproductors de vídeo i de DVD. Els menús permeten el control de paràmetres com a matís, lluminositat, contrast, greus i aguts, i altres funcions com la memòria de canals i subtítols. Altres productes electrònics amb pantalles de només text, també poden tenir menús, des de sistemes de telefonia corporativa amb telèfons digitals, a ràdios que es poden configurar per respondre només a avisos meteorològics específics en una àrea específica. Altres dispositius electrònics més recents a la dècada del 2000 també tenen menús, com reproductors d'àudio digitals.

## Submenús

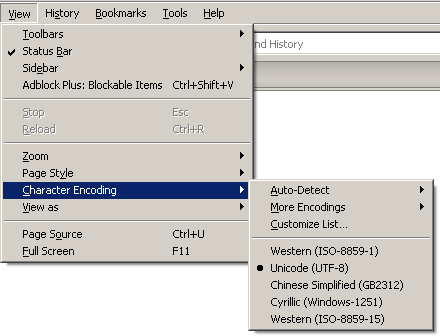
Menú i submenú expandit.

Els menús són de vegades organitzats jeràrquicament, permetent la navegació a través dels diferents nivells de l'estructura del menú. Seleccionant una entrada de menú amb el punter l'expandirà, mostrant un segon menú (el «submenú») amb opcions relacionades a l'entrada seleccionada.
L'ús de submenús s'ha criticat com difícil, a causa de l'espai estret que ha de ser creuat pel punter. La llei de direcció d'Accot-Zhai pronostica que aquest moviment serà lent, i qualsevol error en tocar els límits de l'entrada del menú principal amagarà el submenú. Algunes de les tècniques proposades per a mitigar aquests errors són de mantenir obert el submenú mentre movent el punter en diagonal, i utilitzant megamenús desplegables dissenyats per millorar l'escanejat i la classificació del seu contingut.